# Hostel

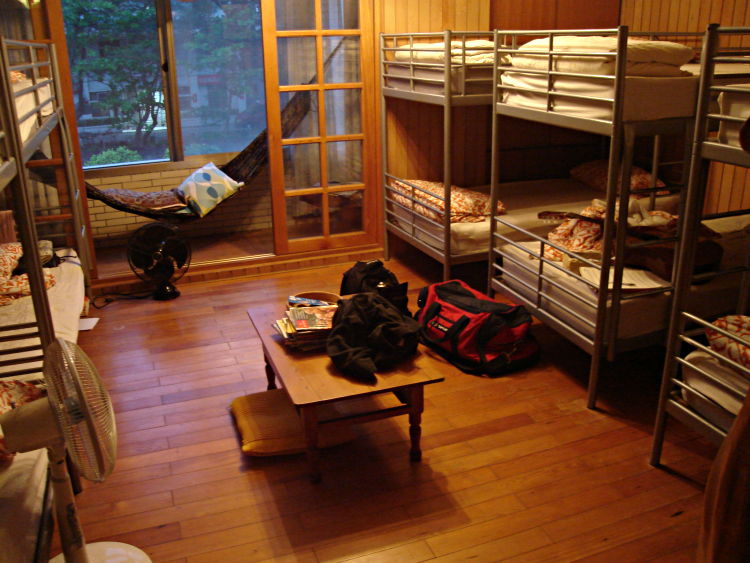
Pokój wieloosobowy w hostelu na Tajwanie

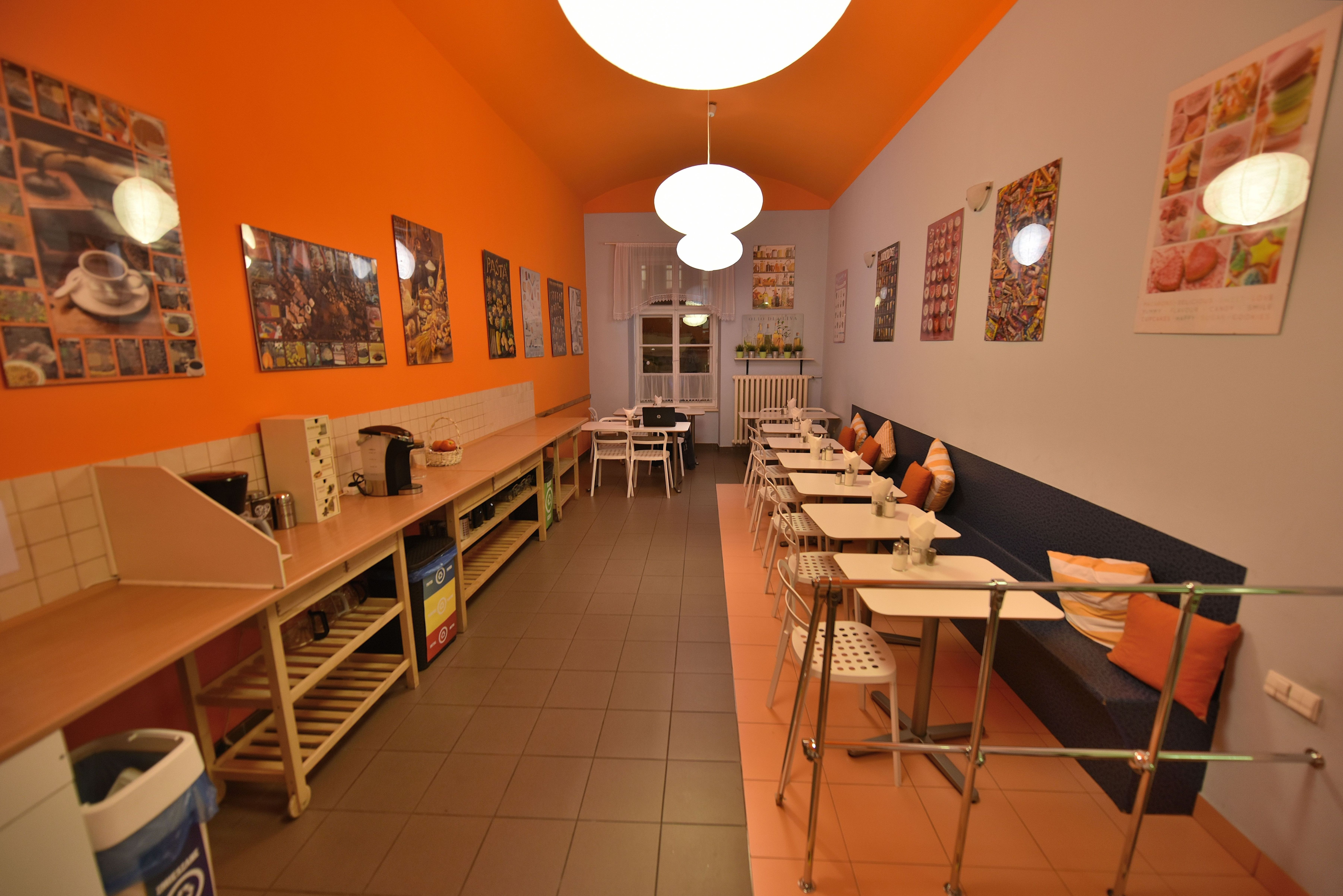
Kuchnia w jednym z hosteli w Krakowie

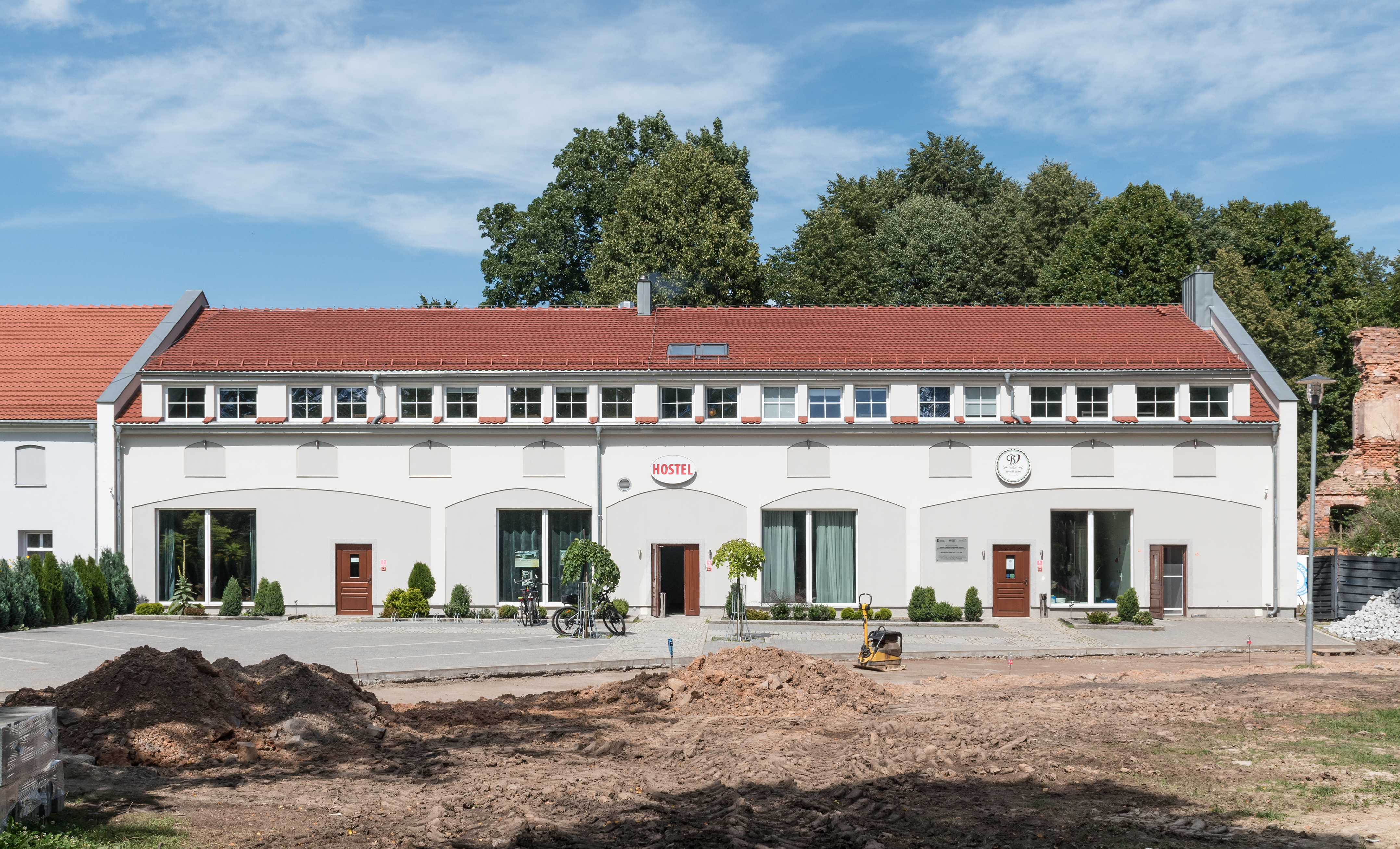
Hostel w Jedlinie-Zdroju

Hostel – tanie miejsce tymczasowego zakwaterowania o standardzie różniącym się od hotelu głównie liczbą miejsc w pokojach, łóżkami piętrowymi i współdzieleniem części wyposażenia oraz pomieszczeń (np. kuchnie, łazienki).
Częstymi gośćmi w hostelach są studenci i osoby uczące się z różnych krajów. Charakterystyczną cechą tych obiektów jest możliwość wynajęcia łóżka w pokoju wieloosobowym.

## Opis
Pierwszy hostel (schronisko młodzieżowe) otwarty został przez Richarda Schirrmanna w Niemczech w roku 1912.
Z pojęciem hostelu stricte związane jest pojęcie backpackingu, czyli specyficznej formy podróżowania, najczęściej polegającej na przemieszczaniu się od miasta do miasta publicznymi środkami transportu. Backpacker w języku angielskim to człowiek z plecakiem na plecach. Ostatnio ta forma podróżowania urosła do roli sposobu na życie.
Hostele nie spełniają pewnych wymogów formalnoprawnych, z powodu czego nie mogą używać nazwy hotel czy motel.
Hostel jest słowem pochodzącym z języka angielskiego, oznacza schronisko lub noclegownię, może także oznaczać schronisko młodzieżowe. W języku pracowników hostelu często używa się skróconej nazwy „host”.
Pokoje w hostelach to najczęściej tzw. dormitoria, czyli pokoje wieloosobowe. Wieloosobowy oznacza w tym wypadku zazwyczaj pokoje z 6–12 łóżkami, mogą być przeznaczone dla obu płci, męskie lub żeńskie. Podział na pokoje męskie i żeńskie nie we wszystkich krajach świata jest przestrzegany.
W hostelach można znaleźć także pokoje indywidualne: 1-, 2-, 3-osobowe. Cena pokoju wzrasta, jeśli znajduje się w nim łazienka, w innym wypadku łazienka jest współdzielona i znajduje się blisko pokoju. Ceny hosteli są jednak niższe niż ceny hoteli.
Obowiązujący niepisany standard hostelowy to: darmowy (o ile jest) dostęp do Internetu, czasem darmowe, proste śniadanie lub kawa i herbata, pokój wspólny dla gości (najczęściej z telewizorem) oraz otwarta całą dobę recepcja.
Hostele istnieją praktycznie na całym świecie, są bardzo popularną alternatywą dla hoteli, bywają zorganizowane w sieci, jak np. niemieckie A&O Hotels and Hostels.